# 네팔 표준시
네팔 표준시(영어: Nepal Standard Time, NST)는 네팔에서 쓰는 시간대이다. 협정 세계시(UTC)와의 시간차는 +05:45이다. 그밖에 45분 시차를 쓰는 곳으로는 채텀 제도(UTC+12:45)와 오스트레일리아 서부의 일부 지역(UTC+08:45)이 있다.
네팔 표준시는 수도인 카트만두의 지방시인 5:41:16의 근사치이다.

## 협정 세계시와의 환산
| 협정 세계시(UTC) | 네팔 표준시(NST) |
| ---------------- | ---------------- |
| 00:00            | 05:45            |
| 01:00            | 06:45            |
| 02:00            | 07:45            |
| 03:00            | 08:45            |
| 04:00            | 09:45            |
| 05:00            | 10:45            |
| 06:00            | 11:45            |
| 07:00            | 12:45            |
| 08:00            | 13:45            |
| 09:00            | 14:45            |
| 10:00            | 15:45            |
| 11:00            | 16:45            |
| 12:00            | 17:45            |
| 13:00            | 18:45            |
| 14:00            | 19:45            |
| 15:00            | 20:45            |
| 16:00            | 21:45            |
| 17:00            | 22:45            |
| 18:00            | 23:45            |
| 19:00            | (다음 날) 00:45  |
| 20:00            | (다음 날) 01:45  |
| 21:00            | (다음 날) 02:45  |
| 22:00            | (다음 날) 03:45  |
| 23:00            | (다음 날) 04:45  |

## 같이 보기
- UTC+05:45